# Тимшер (приток Вычегды)
Ти́мшер (Тимшера, Тимшир) — река в России, течёт по территории Усть-Куломского района Республики Коми. Вытекает из болота Тимшернюр. Устье реки находится в 818 км по левому берегу Вычегды. Длина реки составляет 129 км, площадь водосборного бассейна 1200 км².
Течёт в лесистой, малонаселённой местности, генеральное направление течения — с севера на юг. Низовья заболочены.

## Притоки
- 13 км: Костоёль (пр)
- 20 км: Афимья (лв)
- 24 км: Лепта (пр)
- 42 км: Нинкома (пр)
- 55 км: Пальвож (лв)
- 59 км: Седъёль (пр)
- 61 км: Визаёль (лв)
- 67 км: Ошка (пр)
- 75 км: Чудью (пр)
- 92 км: Пукмас (лв)
- 99 км: Кучпов (лв)

## Данные водного реестра
По данным государственного водного реестра России относится к Двинско-Печорскому бассейновому округу, водохозяйственный участок реки — Вычегда от истока до города Сыктывкар, речной подбассейн реки — Вычегда. Речной бассейн реки — Северная Двина.
Код объекта в государственном водном реестре — 03020200112103000014237.